# Satmex

Satmex (Satelites Mexicanos S.A. de C.V.) — мексиканская коммерческая компания, предоставляет услуги спутниковых телекоммуникационных систем на Американских континентах.

## История компании
В 1982 году Секретариат транспорта и связи Мексики (исп. Secretaría de Comunicaciones y Transportes) объявляет проект по разработки мексиканской геостационарной спутниковой системы «Morelos».
17 июня 1985 года был совершен пуск телекоммуникационного спутника «Morelos-I» c космодрома Базы ВВС США на мысе Канаверал. Также в ходе подготовки программы был построен центр управления полётов в Мехико — центр управления Изталапа (англ. Iztapalapa Control Center). 27 ноября 1985 года происходит пуск второго спутника программы — «Morelos-II».
В 1989 году секретариатом создается государственная компания «Telecomm» (англ. Mexico Telecommunications), для обеспечения функции оператора спутниковой системы «Morelos».
В мае 1991 года компания «Telecomm» приступает к разработке спутниковой платформы «Солидаридад» (англ. Solidaridad).
19 ноября 1993 года с космодрома Куру был совершен пуск ракеты-носителя Ариан-4 с космическим аппаратом «Solidaridad-1». В 1994 году был совершен пуск второго спутника системы «Солидаридад» — «Solidaridad-2».
С 1995 года по 1996 года идёт процесс приватизации одного из секторов компании «Telecomm» — отделения фиксированных спутниковых услуг (англ. Fixed Satellite Services sector of Telecomm).
После приватизации отделение компании новое имя — «SATMEX».

## Инфраструктура
Компания имеет в своем распоряжение два центра обеспечения и контроля спутниковых систем в Мехико и в Эрмосильо.

## Спутниковые системы
| Спутниковые системы SATMEX | Спутниковые системы SATMEX | Спутниковые системы SATMEX | Спутниковые системы SATMEX |
| Название спутника          | Дата запуска               | Состояние                  | Точка стояния              |
| -------------------------- | -------------------------- | -------------------------- | -------------------------- |
| Morelos I                  | 17 июня 1985 года          | неактивный                 | 0° с. ш. 113° з. д.        |
| Morelos II                 | 27 ноября 1985 года        | неактивный                 | 0°00′ с. ш. 116°48′ з. д.  |
| Solidaridad I              | 17 ноября 1993 года        | неактивный                 | 0°00′ с. ш. 109°12′ з. д.  |
| Solidaridad II             | 17 октября 1994 года       | неактивный                 | 0°00′ с. ш. 114°54′ з. д.  |
| Satmex-5                   | 5 декабря 1998 года        | действующий                | 0°00′ с. ш. 116°48′ з. д.  |
| Satmex-6                   | 27 мая 2006 года           | действующий                | 0° с. ш. 113° в. д.        |
| Satmex-8                   | 26 марта 2013 года         | действующий                | 0°00′ с. ш. 116°48′ в. д.  |
| Satmex-7                   | 2013                       | запланирован               |                            |